# São Miguel do Guaporé
São Miguel do Guaporé est une municipalité brésilienne située dans l'État du Rondônia.